# Dick Bergström
Dick Otto Ludvig Bergström (ur. 15 lutego 1886 w Lidingö, zm. 17 sierpnia 1952 w Sztokholmie) – szwedzki żeglarz, olimpijczyk, zdobywca srebrnego medalu w regatach na Letnich Igrzyskach Olimpijskich 1912 w Sztokholmie.
Na Letnich Igrzyskach Olimpijskich 1912 zdobył srebro w żeglarskiej klasie 12 metrów. Załogę jachtu Erna Signe tworzyli również Hugo Sällström, Nils Persson, Erik Lindqvist, Nils Lamby, Sigurd Kander, Folke Johnson, Hugo Clason, Kurt Bergström i Per Bergman.
Brat Kurta Bergströma. 